# Der Duft der Frauen (1992)
Der Duft der Frauen (Originaltitel: Scent of a Woman) ist ein US-amerikanisches Filmdrama des Regisseurs Martin Brest aus dem Jahr 1992. Der Film ist eine Literaturverfilmung mit Chris O’Donnell und Al Pacino in den Hauptrollen. Er basiert auf der Romanvorlage von Giovanni Arpino und dem darauf basierenden gleichnamigen Film von Dino Risi aus dem Jahr 1974.

## Handlung
Der aus ärmlichen Verhältnissen stammende Charlie Simms besucht mit Hilfe eines Stipendiums ein renommiertes Internat für zukünftige Führungskräfte. Eines Tages wird er zusammen mit seinem Schulkollegen George Zeuge der Vorbereitungen eines bösen Streichs gegen den Schuldirektor Trask. Dabei wird der Schuldirektor vor der versammelten Schülerschaft als Opportunist gedemütigt und mitsamt seinem teuren Dienstwagen mit weißer Farbe übergossen. Als der Direktor mitbekommt, dass Charlie und George Mitwisser des Streiches sind, stellt er sie zur Rede. George und Charlie schweigen jedoch aus Prinzip, denn sie wollen keine Verräter sein. Der Direktor stellt sie vor die Wahl, die Täter zu überführen oder von der Schule geworfen zu werden. Sie haben wenige Tage Zeit, sich zu entscheiden, bevor sie bei einer Anhörung dem Schulkomitee Rede und Antwort stehen müssen. Gegenüber Charlie stellt Trask außerdem in Aussicht, ihm zu einem Stipendium für ein Studium an der Universität Harvard zu verhelfen, sollte er die Namen der Täter nennen. Während George, dessen reiche Eltern zu den Hauptsponsoren des Internats gehören, sorglos nach Vermont fliegt, um über Thanksgiving Ski zu fahren, muss Charlie eine Entscheidung treffen, die sein Leben nachhaltig beeinflussen wird.
Um sich etwas Geld zu verdienen, nimmt Charlie einen Job als Betreuer für den ehemaligen, mit hohen Tapferkeitsauszeichnungen (Distinguished Service Cross, Silver Star, Bronze Star) dekorierten Oberstleutnant der Rangers Frank Slade an. Der Erblindete lebt verbittert auf dem Grundstück seiner Nichte Karen nahe dem Internat, trinkt viel und lässt viele boshafte Sprüche fallen. Frank nimmt den Schüler mit nach New York City. Er will dort das Thanksgiving-Wochenende verbringen, ist dazu aber alleine nicht mehr in der Lage. Obwohl Charlie anfangs Schwierigkeiten hat, dem feindseligen Slade die Stirn zu bieten, entwickelt sich ein immer größer werdender Respekt zwischen den beiden auf den ersten Blick so gegensätzlichen Männern.
Bald erkennt Charlie, wozu das aufregende Wochenende – Frank nennt es eine „Vergnügungstour“ – in der Großstadt tatsächlich dient: Eine Suite in einem Luxushotel, ein exquisites Abendessen, seinen älteren Bruder besuchen, mit einer schönen Frau schlafen – und als Höhepunkt will Slade sich in voller Paradeuniform erschießen. Sein junger Begleiter gerät in ein zweites Dilemma: Zusätzlich zu seinen Problemen in der Schule hat er nun auch Angst, dass Frank Suizid begehen könnte.
Als Charlie ihn mit der geladenen Waffe ertappt, droht Frank, sie beide zu töten. Charlie gelingt es jedoch, Slade zu überzeugen, es nicht zu tun. Die beiden lassen sich schließlich zurück zum Internat fahren, wo Charlie sich dem Schulkomitee stellen muss.
Als Direktor Trask Charlie vor der versammelten Schülerschaft als Unruhestifter brandmarken und hinauswerfen will, während George sich hinter seinem einflussreichen Vater versteckt, tritt Slade auf den Plan: In einer furiosen Rede beschuldigt er sowohl George als auch die drei Jungen, die den Streich zu verantworten haben, der Feigheit. Trask, der Charlie von der Schule verweisen will, klagt er an, in seiner Schule eine Elite von „Kameradenschweinen“, Verrätern und rückgratlosen Feiglingen heranzuziehen. Nach dem Ende seiner Rede entscheidet das Komitee über Trasks Kopf hinweg, dass Charlie an der Schule bleiben darf und in dieser Angelegenheit nicht weiter befragt werden soll. George soll für sein Verhalten weder Lob noch Anerkennung bekommen und die drei Freunde (welche als mögliche Täter genannt wurden, denen aber nichts nachgewiesen werden konnte) sollen bis auf weiteres unter Beobachtung gestellt werden.
Beim Verlassen des Schulgeländes läuft die Politiklehrerin Christine Downes Frank nach, um sich bei ihm für seine mutige Rede zu bedanken. Er beeindruckt sie (wie schon andere Frauen zuvor), indem er ihr die von ihr benutzte Seife nennt, welche er am Duft erkennen kann. Frank hatte immer davon geträumt, eines Tages eine Frau kennenzulernen, die nicht nur für eine Nacht bei ihm bleibt, sondern die er auch am nächsten Morgen spüren und riechen kann.
Schließlich ist Charlies Wochenendjob zu Ende. Der Colonel geht zurück zum Haus seiner Nichte, wo er in einem Nebenhaus wohnt. Charlie beobachtet ihn am Wagen stehend noch aus der Entfernung, wie er dort auf die im Hof spielenden Kinder trifft und diese (ganz im Gegensatz zu seinem Verhalten vor der Reise) diesmal ausgesprochen freundlich und herzlich begrüßt.

## Hintergrund
Die Musik zum Tango im Film ist Por una cabeza von Carlos Gardel; bekannt aus einigen anderen Filmen. Außerdem wird José Padilla Sánchez’ La Violetera verwendet, das bereits 1931 als musikalisches Motiv für eine blinde Blumenverkäuferin in Charlie Chaplins Lichter der Großstadt auftrat.
Gedreht wurde unter anderem im New Yorker Plaza-Hotel, welches damals dem späteren US-Präsidenten Donald Trump gehörte. Als Bedingung für die Dreherlaubnis forderte er, ähnlich wie schon bei Kevin Allein in New York, einen Cameo-Auftritt von sich. Die Szene wurde zwar gedreht, aber vor Veröffentlichung aus dem Film geschnitten.
Der Duft der Frauen startete mit überwiegend positiven Kritiken und noch rechtzeitig, um für die Oscarverleihung 1993 in Betracht gezogen werden zu können. Tatsächlich konnte der Film neben den Einspielergebnissen von weltweit über 130 Millionen Dollar auch vier Oscar-Nominierungen verbuchen.

## Besetzung und Synchronisation
Die deutschsprachige Synchronisation des Films übernahm die Berliner Synchron GmbH. Das Dialogbuch schrieb Alexander Löwe und die Dialogregie führte Clemens Frohmann.
| Rolle                       | Schauspieler           | Synchronsprecher   |
| --------------------------- | ---------------------- | ------------------ |
| LTC (USA, ret.) Frank Slade | Al Pacino              | Klaus Kindler      |
| Charlie Simms               | Chris O’Donnell        | Frank Schröder     |
| Mr. Trask                   | James Rebhorn          | Klaus Jepsen       |
| Donna                       | Gabrielle Anwar        | Maja Dürr          |
| George Willis Jr.           | Philip Seymour Hoffman | Stefan Fredrich    |
| W. R. Slade, Franks Bruder  | Richard Venture        | Hans Nitschke      |
| Randy Slade, Franks Neffe   | Bradley Whitford       | Martin Keßler      |
| Karen Rossi, Franks Nichte  | Sally Murphy           | Irina von Bentheim |
| Harry Havemeyer             | Nicholas Sadler        | Michael Deffert    |
| Trent Potter                | Todd Louiso            | Dietmar Wunder     |
| Manny, der Chauffeur        | Gene Canfield          | Uwe Karpa          |
| Mrs. Hunsaker               | June Squibb            | Christel Merian    |
| Police Officer Gore         | Ron Eldard             | Christian Olsen    |
| George Willis, Sr.          | Baxter Harris          | Gerd Blahuschek    |

## Kritiken
- Lexikon des internationalen Films: Eine fesselnde Charakterstudie eines in sich zerrissenen, nur nach außen hin unerbittlichen Mannes. Al Pacino gestaltet seine Rolle zu einer Solovorstellung sondergleichen.[3]
- Heyne Filmjahrbuch 1994: Ein im dramatischen Aufbau weitgehend gelungener Film, der vor allem durch die schauspielerische Glanzleistung von Al Pacino besticht.
- Cinema: Duftes Remake der gleichnamigen italienischen Tragikomödie von 1974. Für Pacino gab’s den Oscar. Fazit: Viel Pathos und ein virtuos spielender Star

## Auszeichnungen
Oscar
Nominiert
- Beste Regie: Martin Brest
- Bester Film: Martin Brest
- Bestes Adaptiertes Drehbuch: Bo Goldman

Gewonnen
- Bester Hauptdarsteller: Al Pacino

Golden Globe
Nominiert
- Bester Nebendarsteller: Chris O’Donnell

Gewonnen
- Bestes Filmdrama
- Bester Schauspieler in der Kategorie Drama: Al Pacino
- Bestes Drehbuch: Bo Goldman

Die Deutsche Film- und Medienbewertung FBW in Wiesbaden verlieh dem Film das Prädikat „besonders wertvoll“.

## Trivia
Das Rave-Duo RMB verwendete das Zitat Women! What can you say? Who made ′em? (...) von Frank Slade für das Stück Passport To Heaven auf seinem Debütalbum This World Is Yours.